# Eddie Lang
Pour les articles homonymes, voir Lang.
Eddie Lang (pseudonyme de Salvatore Massaro) est un guitariste de jazz américain, né le 25 octobre 1902 à Philadelphie et décédé le 26 mars 1933 à New York.